# Bernard Sauvat
Bernard Sauvat, né le 10 janvier 1941, est un auteur-compositeur-interprète des années 1970. Il a notamment enregistré chez Sonopresse.

## Biographie
En 1970, le directeur de radio Lucien Morisse décide de l’aider à percer et lui annonce : « Je vais faire de vous le nouveau Charles Trenet ». Il remporte le prix du disque de l’été avec la chanson L'amour il faut être deux. Il enchaîne avec la chanson Le professeur est un rêveur (paroles de Michel Tardieu, professeur de français au Cours Charles de Foucault à Neuilly-sur-Seine, où Bernard Sauvat enseigne les mathématiques).
Bernard Sauvat enchaîne alors les concerts et devient en particulier très connu au Moyen-Orient, avec des chansons telles que Oui, je veux que tu reviennes, Je te regarde et je t'admire ou C'est un petit coin d'amour.
Bernard Sauvat poursuit sa carrière avec Quand maman dort (1977), Mon copain l'Argentin (1978, en hommage au joueur de football Oswaldo Piazza) ou J'suis heureux, titre sélectionné pour le concours de la chanson française.
En 1982, il joue dans le film Une équipe de rêve d'Adolphe Dhrey, et compose avec Jacques Ferchit la musique du film.
Après de nombreux albums, Bernard Sauvat sort en 2008 le disque Comédie musicale pour les enfants.
En 2009/2010, il participe à la tournée Âge tendre et tête de bois aux côtés de nombreux artistes des années 1970 et années 1980.
En 2010 Bernard fait publier son premier livre Désolé j't'aime chez L'Harmattan.
En 2011 Bernard reçoit la Médaille des Chevaliers des Arts et des Lettres. C'est aussi l'année de la sortie de Le professeur est un chanteur, un livre illustré pour petits et grands accompagné d'un CD.
En 2012, il finit d'écrire une comédie musicale sur l'impressionnisme en 1860 : Le retour à l'auberge Ganne.
En 2015 sort son album Le professeur chante pour les enfants, chez EPM/UNIVERSAL, après la parution de son second livre Et dire que j'ai chanté tout ça !. Bernard chante également la même année à Madagascar en compagnie de son ami Herbert Léonard.
En 2016, février, Bernard fête ses 50 ans de carrière en donnant deux récitals, à guichets fermés, à Beyrouth (Liban). Par ailleurs, il sort un nouvel album en septembre La poésie à fleurs de mots (EPM/UNIVERSAL).
Sortie en septembre 2017 du CD "Retour à l'Auberge Ganne" , opérette française de Frank Thomas et Bernard Sauvat.
En 2018 sortie du nouvel album " Mes silences d'autrefois " et spectacle de Bernard au théâtre Dejazet les 4,5&6 octobre.

## Principales chansons
- Je viendrai
- L'Amitié
- Un amour ça dure toujours
- L'Autobus vert avec un gros numéro dessus
- Le bal de l'été
- Monsieur Clément
- Le chemin de sa vie
- Le Professeur est un rêveur
- Mon copain l'argentin (hommage à Osvaldo Piazza)
- Ça dépend du capitaine
- Oui je veux que tu reviennes
- Stockholm
- La robe verte
- C'est un petit coin d'amour
- L'amour il faut être deux
- Tu me manques
- Il n'y a que l'amour
- Villages de France
- Le mistral
- Le professeur ne rêve plus